# 1-joodbutaan
1-joodbutaan of n-butyljodide is een organische verbinding met als brutoformule C4H9I. De stof komt voor als een heldere kleurloze vloeistof.

## Toepassingen
1-joodbutaan is een zeer goed alkyleringsreagens: het is immers een ideaal SN2-substraat. Daarom bezit het, net als vele alkyljodiden, mogelijk carcinogene eigenschappen.